# Villa Franziska (Oberlößnitz)
Die Villa Franziska liegt im Stadtteil Oberlößnitz der sächsischen Stadt Radebeul, in der Hoflößnitzstraße 58 im Denkmalschutzgebiet Historische Weinberglandschaft Radebeul.

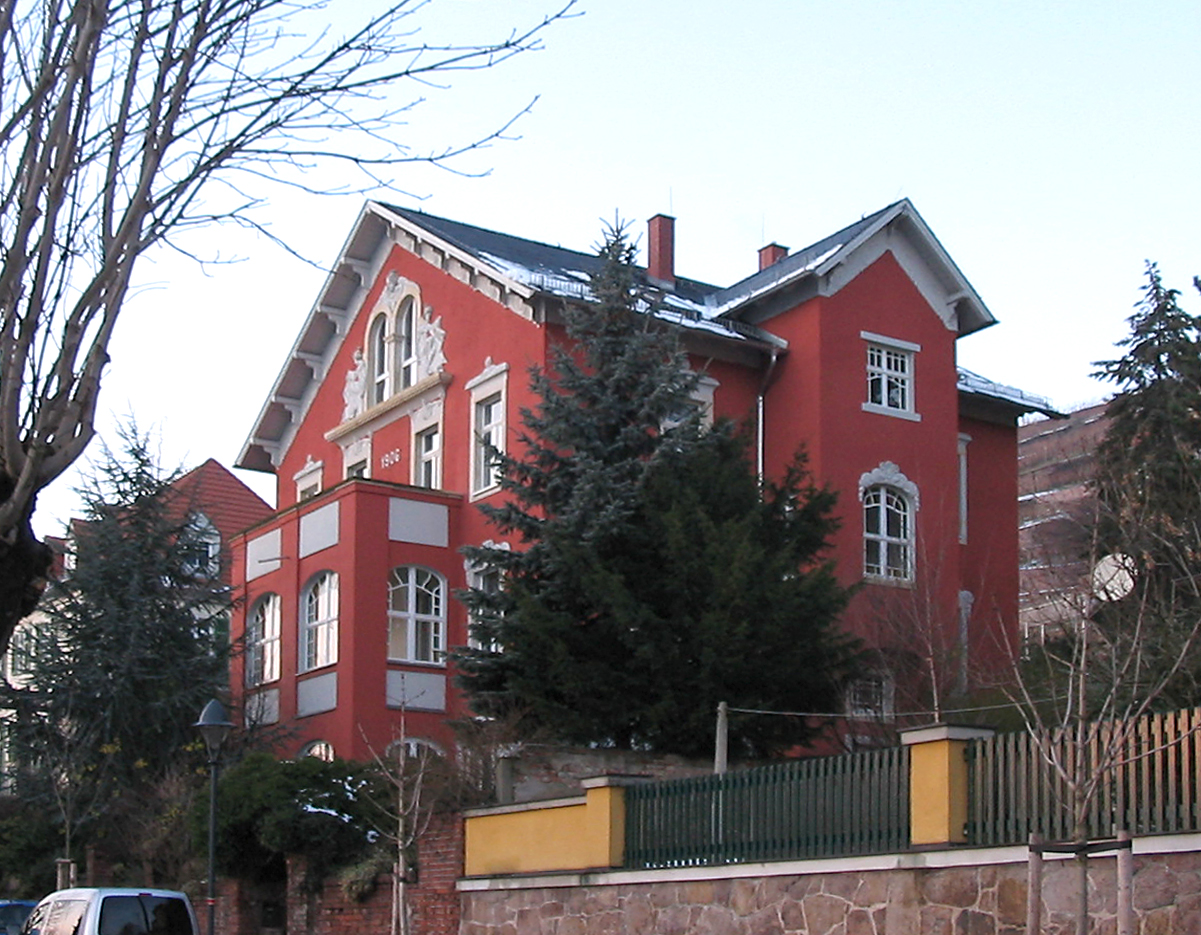
Villa Franziska

Zu Zeiten der DDR wurde das Gebäude 1979 unter Denkmalschutz gestellt.

## Beschreibung

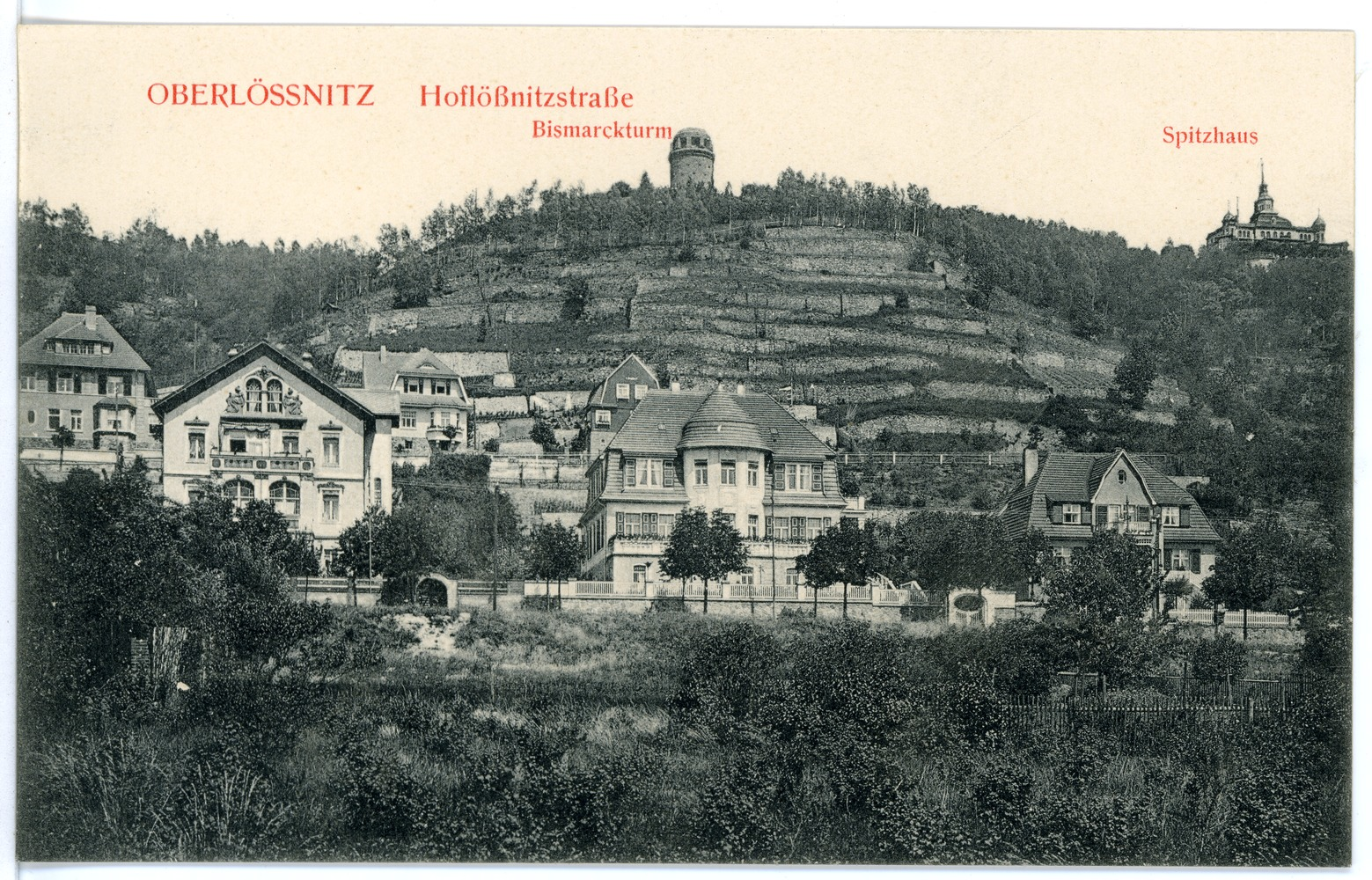
Villa Franziska (2. von links) im Umfeld der Villenbebauung unterhalb des Bismarckturms (1913)

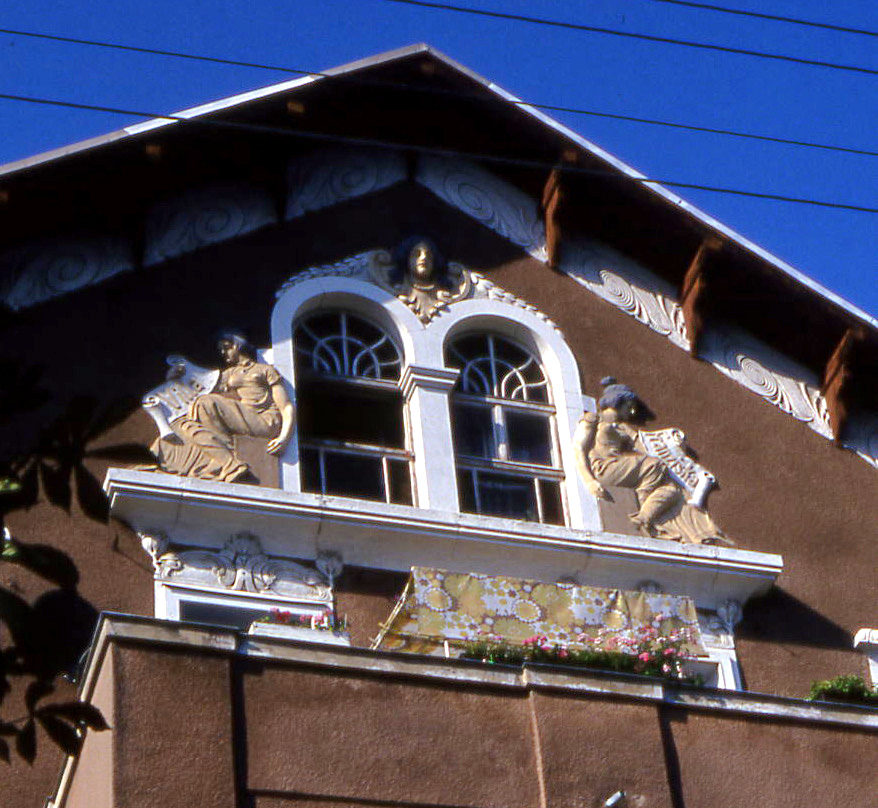
Häusername im Relief (1994)

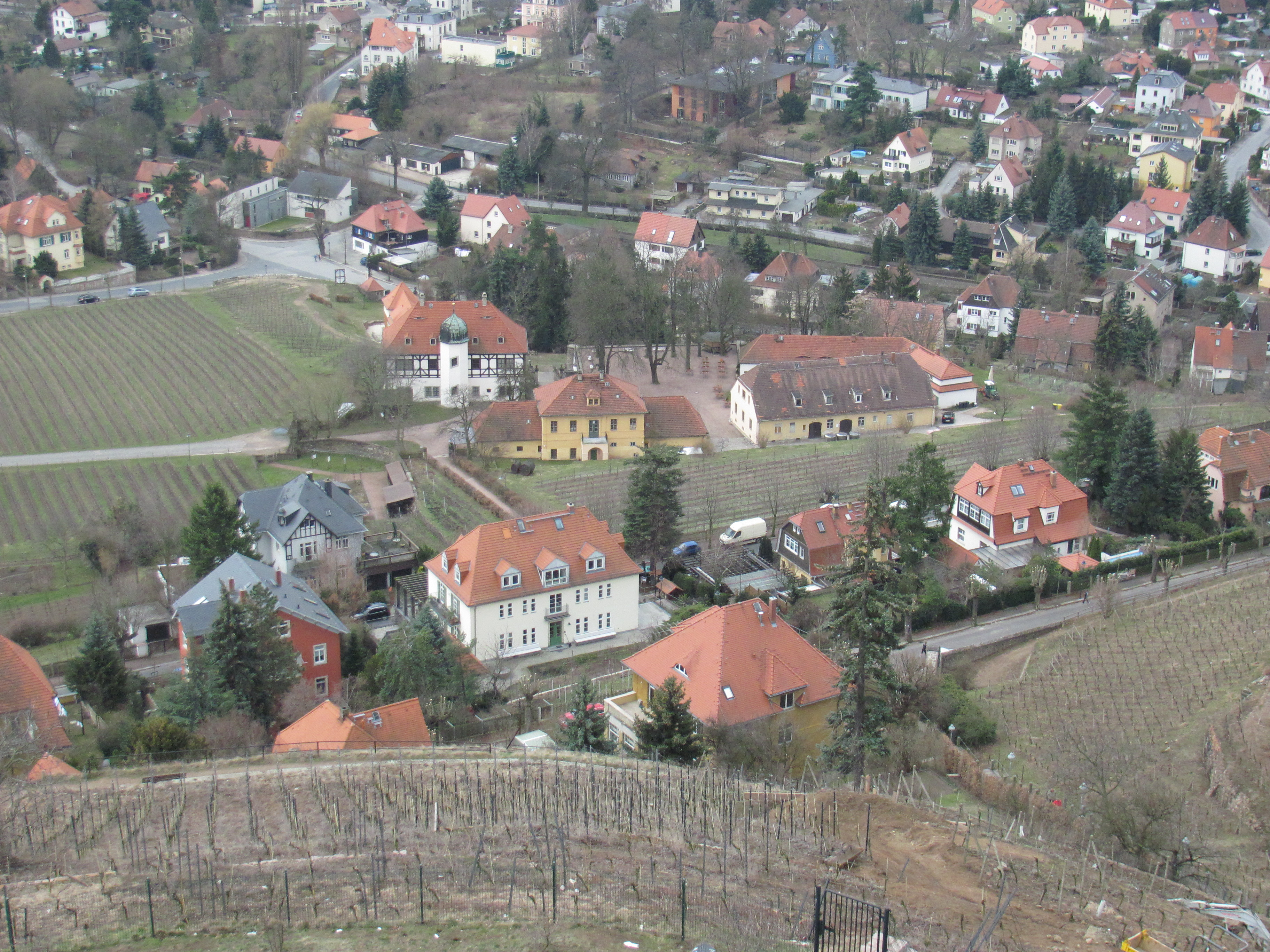
Rückseite der roten Villa Franziska (links), vom Bismarckturm aus

Die zweigeschossige, mitsamt Einfriedung und Pforte unter Denkmalschutz stehende Villa ist ein Putzbau mit einem hohen Souterraingeschoss, der stilistisch sowohl Anklänge an den Schweizerstil als auch an den Jugendstil zeigt. Das Gebäude steht, über einer hohen Stützmauer, giebelseitig zur Straße. Vor der Straßenansicht steht ein Söller mit einer korbbogigen Konstruktion. In der rechten Seitenansicht steht ein über die Dachtraufe reichender Treppenhausvorbau mit einem Giebel. Auf der Gebäuderückseite steht ein Eingangsvorbau. Auf dem Haus befindet sich ein weit vorkragendes Satteldach, das von Holzkonsolen gestützt wird.
Der Giebel zeigt eine reiche Stuckornamentik mit figürlichen Reliefs sowie Jugendstilornamenten an den Fenstereinfassungen und im Kniestockbereich. Am Giebel-Koppelfenster zur Straße befinden sich als Reliefs zwei junge, in der damaligen Mode gekleidete Damen, die Spruchbänder mit dem zweigeteilten Hausnamen halten. Die ehemaligen Geschossgesimse sind inzwischen verschwunden.
Zwischen den Syenit-Stützmauern steht eine rundbogige, aus Ziegelstein gemauerte Eingangspforte.

## Geschichte
1905 ließ sich Heinrich Schürer durch den Serkowitzer Architekten Paul Ziller eine Villa in der Oberlößnitz entwerfen. Der Dresdner Baumeister Adolf Lindner führte während der einjährigen Bauzeit bis 1906 den Bau auf einem steil ansteigenden Grundstück am Fuß der Weinberge etwas abgewandelt aus.